# Anthony Accardo

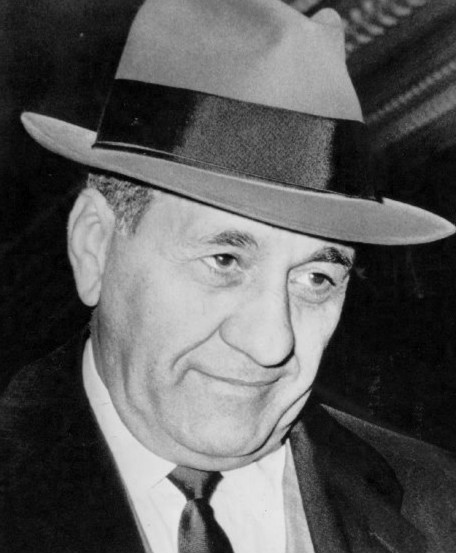
Anthony Accardo (1960)

Anthony „Tony“ Joseph Accardo (* 28. April 1906 in Chicago, Illinois; † 22. Mai 1992 ebenda) war ein US-amerikanischer Mobster. Der Italo-Amerikaner war Anführer des Chicago Outfit. Ursprünglich als Antonino Leonardo Accardo geboren, wurde er auch als „Joe Batters“ und „Big Tuna“ bekannt.
Im Gegensatz zu seinem Nachfolger Sam Giancana und anderen bekannten Gangstern exponierte sich Accardo nicht in der Öffentlichkeit, so dass er nicht in die Schlagzeilen geriet. Vielleicht auch aus diesem Grunde führte er La Cosa Nostra in Chicago – die auch als Chicago Outfit bezeichnet wird – weit länger an als z. B. Al Capone. Sein Komplize und Vorgänger Paul Ricca äußerte sinngemäß, dass Accardo bereits vor dem Frühstück mehr Hirn gezeigt hätte als Capone über den gesamten Tag.

## Biografie

### Frühe Jahre
Accardo wuchs im Nordwesten von Chicago auf und begann seine kriminelle Karriere als jugendlicher Taschendieb. Später stahl er dann Autos. Er wurde zwar oft festgenommen, kam aber immer wieder umgehend frei, ohne verurteilt zu werden. Außerdem war Accardo zusammen mit Anthony „Tough Tony“ Capezio Anführer einer kleinen Gruppierung von Jugendlichen, die durch die Straßen ihres Heimatbezirks zog und Unruhe stiftete. Mit der Zeit verliefen die Aktivitäten der Bande immer weiter außerhalb der Legalität; eine beliebte Beschäftigung der Bande war es vor allem, Geld aus den Kassen verschiedener Geschäfte zu stehlen. Ein Mitglied dieser ethnisch-gemischten Gruppierung war Lester Joseph Gillis, der 1934 von FBI-Chef Hoover als „Babyface Nelson“ zum Staatsfeind No.1 ausgerufen werden sollte. Unklar ist ob Accardo zunächst als Strohmann für Ricca tätig war, oder bereits von Anfang an eigenständig handelte. Eventuell bildeten die beiden sogar ein Führungsduo.

### Kriminelle Karriere
Als die Alkoholprohibition 1920 begann, trieb Accardo sich in der North Avenue um das Circus Cafe des Gangsters John Edward „Screwy“ Moore herum, den viele nur als Claude Maddox kannten. Maddox war Mitglied der Alkohol-Schmuggelbande von Johnny Torrio, dem damaligen Anführer des Chicago Outfit, und so begann auch für Accardo die Arbeit unter Torrio.
Dort stieg er bald zum Durchsetzer („Enforcer“) auf und erarbeitete sich den Spitznamen Joe Batters. Diesen Spitznamen hatte ihm Al Capone gegeben, als er im Alter von 20 Jahren in die Bande aufgenommen wurde (und wohl auch Capones Leibwächter wurde), weil er die Köpfe zahlungsunwilliger Opfer mit einem Baseballschläger bearbeitete, während er selbst eine Baseballmütze trug. In den 1930er Jahren stieg Accardo zum Capo auf und überwachte die Glücksspielinteressen des Outfit. Später erwarb er sich den Namen Big Tuna und soll am Rande auch mit dem Valentinstag-Massaker zu tun gehabt haben.
Im Jahr 1931 wurde Al Capone von Frank Nitti abgelöst, dessen Nachfolger wiederum ab März 1943 Paul Ricca wurde. Als dieser 1943 verhaftet wurde und 1945 für zehn Jahre ins Gefängnis musste, wurde Accardo sein Nachfolger, wobei unklar ist, ob sich das Gewicht zunehmend auf Accardo verlagerte, denn Ricca war nach drei Jahren zwar freigelassen worden, konnte aber nun nicht mehr direkt Führungsaufgaben wahrnehmen, da er von den Ermittlungsbehörden beobachtet wurde.
Jedenfalls expandierte das Outfit unter Accardo beträchtlich, u. a. gelang es, die Kontrolle über Las Vegas zu gewinnen, indem der Einfluss der „Fünf Familien“ aus New York City zurückgedrängt wurde. Wahrscheinlich war damals der größte Teil des Westens der USA unter der Kontrolle des Outfit. In den 1950er Jahren begannen in Las Vegas die Millioneninvestitionen in diverse Spielbanken, wie z. B. das Riviera, das Stardust und das Tropicana.
Politisch gedeckt wurde das Outfit bei seinem Vorgehen durch die Verbindung zwischen Joseph P. Kennedy, dem Vater von John F. Kennedy, und Sam Giancana. Der Mob von Chicago unterstützte die Wahl von John F. Kennedy. Es war daher überraschend, dass Robert F. Kennedy gegen die Organisierte Kriminalität vorging. Als das FBI begann, die Cosa Nostra in Chicago näher zu überprüfen, handelte Accardo ein Gentlemen’s Agreement mit den anderen Familien aus, sich nicht gegenseitig zu bekämpfen.

### Letzte Jahre
Auch nach seiner Ablösung als Boss war Accardo nach 1962 noch der „Consigliere“ in Chicago und spielte damit weiter eine wichtige Rolle im Tagesgeschäft, bei den sonstigen geschäftlichen Aktivitäten und bei den Auftragsmorden. Als z. B. Giancana 1965 verhaftet worden und danach freigekommen war, waren es Accardo und Ricca, die ihn als Oberhaupt absetzten. Dadurch wurde Joseph Aiuppa der neue Boss. Accardos Wort hatte auch danach immer noch Gewicht. Als z. B. im Januar 1977 in sein Haus eingebrochen worden war, gab Accardo den Befehl an Aiuppa, die Beteiligten, darunter auch Anthony Spilotro, zu ermorden. In der Folge kam es zu einer Reihe weiterer Morde, da jeder, der nur irgendwie mit dem Einbruch in Verbindung stand, umgebracht wurde. Die Opfer wurden dabei in der Regel vor ihrem Tod schwer misshandelt; so wurden einige kastriert, anderen wurde das Gesicht verbrannt. In der Logik der Cosa Nostra war dies die Konsequenz, um Accardos Reputation zu schützen; denn ein Mafioso, bei dem ungestraft eingebrochen werden konnte, dem konnte bald auch noch das Leben gestohlen werden.
Tony Accardo war nie über Nacht in Haft und starb am 22. Mai 1992 im Alter von 86 Jahren im Zuge einer Lungenentzündung an Multiorganversagen im Spital St. Mary of Nazareth.

## Familie
Zu den Nachfahren von Accardo zählen:
- Palmer Pyle, Sohn (American-Football-Spieler)
- Eric Kumerow, Enkel (American-Football-Spieler)
- Jake Kumerow, Urenkel (American-Football-Spieler)
- John Bosa, Enkel (American-Football-Spieler)
- Joey Bosa, Urenkel (American-Football-Spieler)
- Nick Bosa, Urenkel (American-Football-Spieler)

## Namensgebend
Die US-Regierung benannte zumindest drei 2021–2023 im Bereich der USA oder ihrer Kriegsschiffe entdeckte Spionageballons chronologisch in alphabetischer Reihenfolge nach „notorischen Verbrechern“, konkret Accardo-21 nach Tony Accardo, Bulger-21 nach James „Whitey“ Bulger (1929–2018) und Killeen-23 nach Donald Killeen (1923–1972) – allesamt tote Exponenten des organisierten Verbrechens.

## Film
Die Ermordung Spilotros wird im Spielfilm Casino von Martin Scorsese thematisiert. Accardo wurde im Fernsehfilm Der Pate und das Showgirl (Sugartime, 1995) von Maury Chaykin porträtiert.